# Chaenorhinum minus
Chaenorhinum minus, coneguda en català com matacabrit , és una petita planta anual de la família de les plantaginàcies. És una espècie comuna en terrenys ruderals, marges de pistes, cunetes, sovint en indrets poc o molt pedregosos. Viu a la major part d'Europa (incloent bona part de Catalunya, en indrets de clima submediterrani, també és present al País Valencià encara que aquí és una mica més rara) i arriba al Nord d'Àfrica.

## Descripció
Es una petita planta anual que no sol superar els 20 cm d'alçada, encara que en algunes ocasions ateny dos pams ben bons. Tota ella és coberta de pèls glandulosos de manera dispersa i normalment no presenta una roseta basal de fulles (que si que pot ser present en altres congèneres). Les fulles són principalment linears, oblongo-lanceolades, atenuades a la base L'esperó que apareix a la part posterior de la flor és àmpliament cònic, que seria potser el tret més característic d'aquesta espècie. La corol·la és rosa-liliàcia tirant a porpra a la base dels pètals i groga a la part superior. Als Països Catalans es trobaria només la supespècie típica (minus).

## Taxonomia
S'han descrit diverses subespècies, de les quals aquestes quatre estan acceptades, segons "Plants of the World Online":
- Chaenorhinum minus subsp. anatolicum P.H.Davis: Ucraïna, Rússia (la part sud.europea), Turquia, Síria, Iraq, i Transcaucàsia[4]
- Chaenorhinum minus subsp. idaeum (Rech.f.) R.Fern.:   Creta[5]
- Chaenorhinum minus subsp. minus: Europa (i Països Catalans), Turquia, Marroc i Algèria[6]
- Chaenorhinum minus subsp. pseudorubrifolium Gamisans: Còrsega[7]

La majoria d'autors mantenen el criteri de considerar a les espècies de Chaenorhinum separades de Linaria, encara més a partir dels estudis moleculars i filogenètics fets pel Grup per a la Filogènia de les Angiospermes. Tot i així convé anotar que a la Flora dels Països Catalans (i en conseqüència en moltes publicacions que la prenen com a referència)  se les inclou dins del gènere Linaria i la família de les escrofulariàcies:
- Linaria minor subsp. minor (L.)Desf.[1]

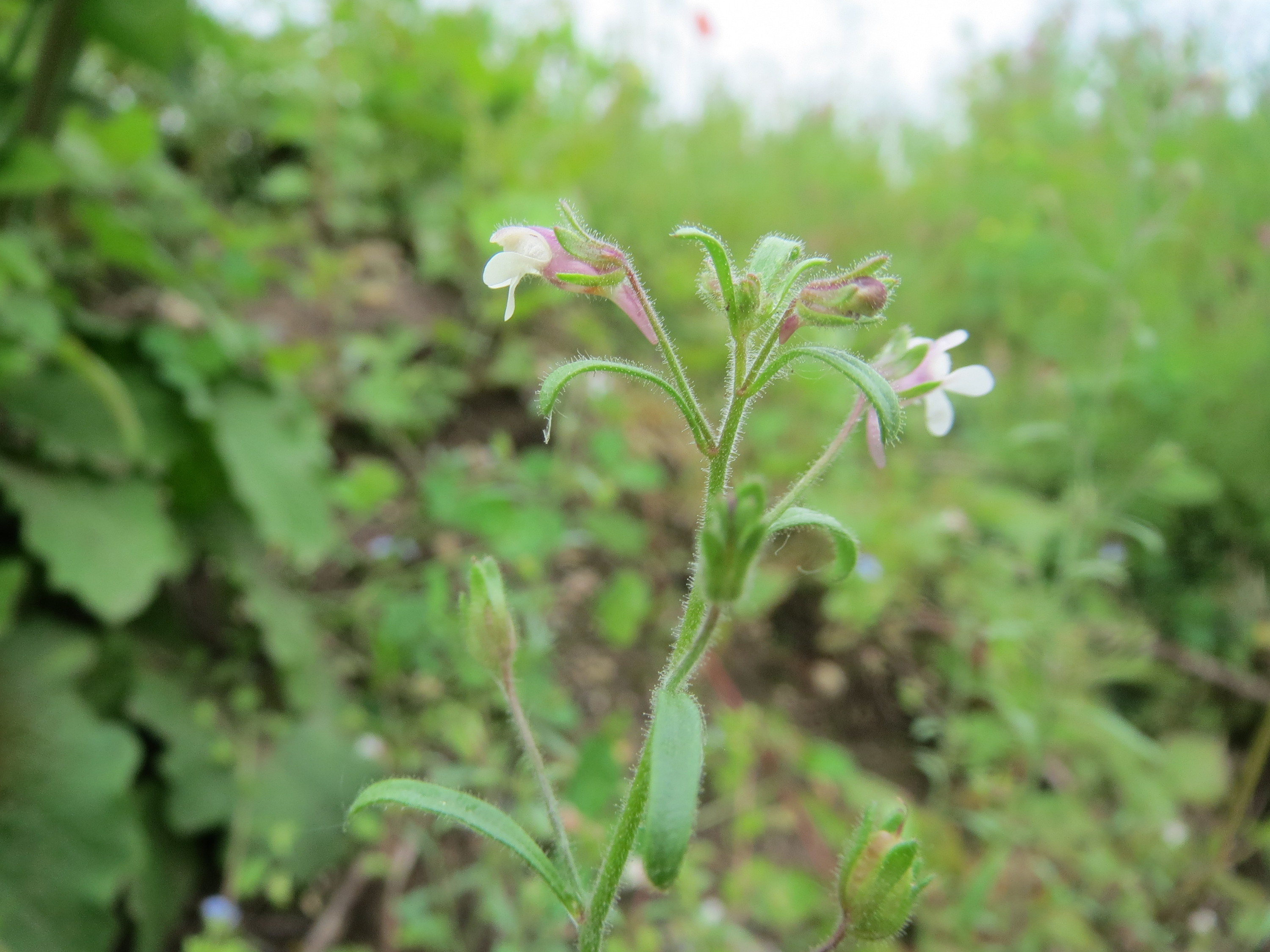
flors i tiges amb fulles glandulars
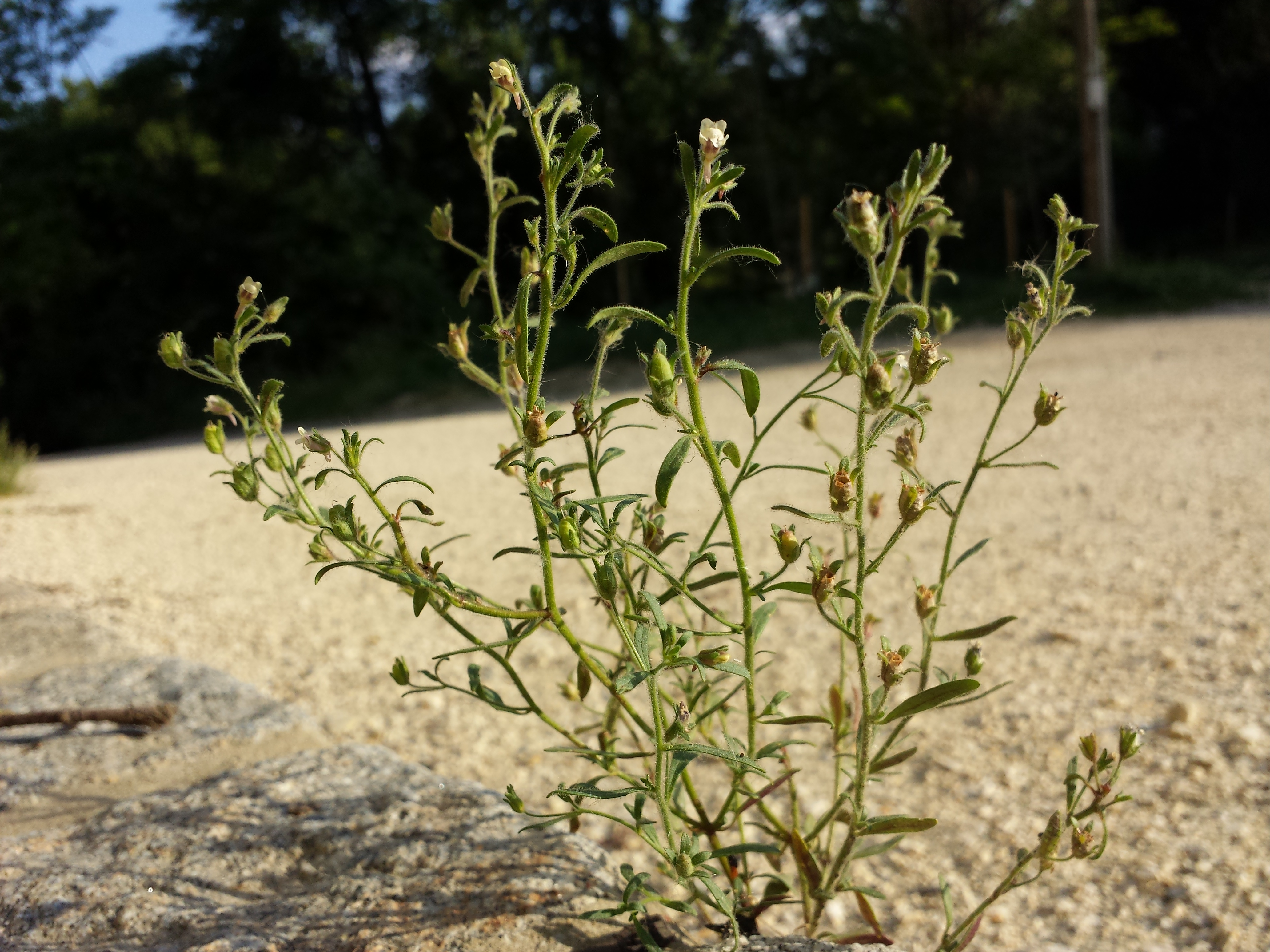
Aspecte general de la planta
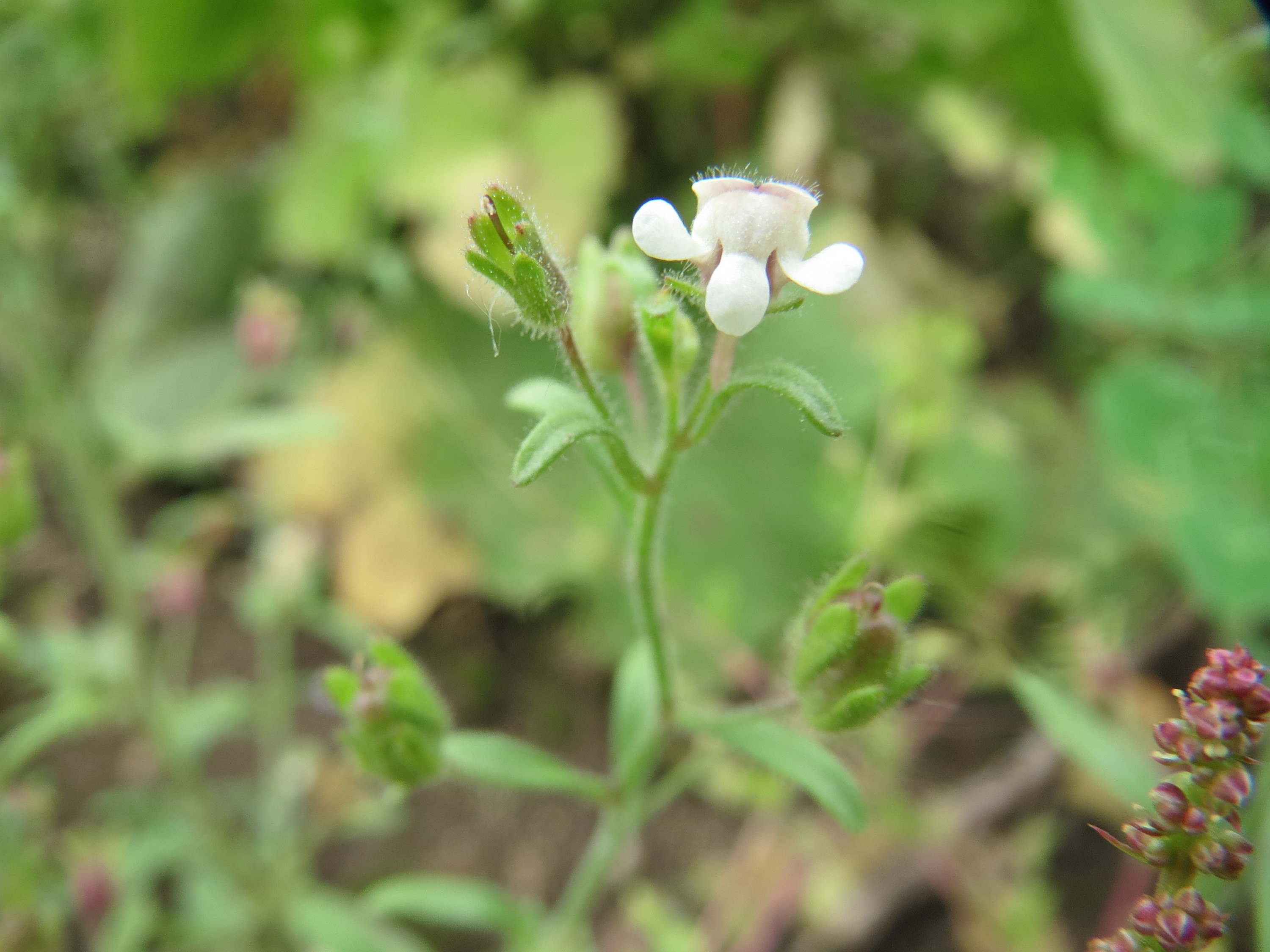
Flor deChaenorhinum minus